# Eceabat
Eceabat, anterior Maidos, (în greacă Μάδυτος) este un oraș și district în provincia Çanakkale din regiunea Marmara a Turciei, situat în partea de vest a peninsulei Gallipoli, pe țărmul nord-vestic al strâmtorii Dardanele. Populația districtului este de 9.154 locuitori, potrivit recensământului din 2010, dintre care 5.380 de persoane trăiesc în orașul Eceabat. Districtul se întinde pe o suprafață de 468 km2, iar orașul se află la altitudinea de 0 metri.
Orașul Eceabat a fost folosit ca un punct de plecare pentru oamenii care traversau înot Helespontul până în orașul Çanakkale de pe cealaltă parte a Strâmtorii Dardanele.
Eceabat este cel mai apropiat oraș de câmpurile de luptă ale Campaniei din Gallipoli (aprilie - decembrie 1915) din timpul Primului Război Mondial. În apropiere există mai multe cimitire militare și monumente comemorative dedicate celor peste 120.000 de militari morți din armatele Turciei, Marii Britanii, Franței, Australiei și Noii Zeelande. Numele Eceabat ar putea proveni din cuvântul arab „hijabat”, care înseamnă punctul de comandă cel mai înaintat de pe câmpul de luptă; așa s-ar putea explica schimbarea numelui inițial al orașului.
În 1914 au existat mai multe atacuri sângeroase ale turcilor (inclusiv ale militarilor turci) împotriva locuitorilor greci din Maditos. În 17 aprilie 1915 orașul a fost evacuat într-un termen de cinci ore. Turcii au jefuit proprietățile populației grecești, în ciuda promisiunii date mitropolitului grec de generalul turc Mehmed Esad Pasha că proprietățile creștine vor fi respectate. Grecii au fost prădați de toate bunurile, au stat patru zile în munți și apoi au fost îmbarcați pe vapoare și deportați în zona Cizic, aflată pe celălalt mal al Strâmtorii Dardanele. Mulți dintre ei au murit acolo din cauza lipsurilor. Aceste măsuri au făcut parte din campania de persecutare continuă a grecilor din Imperiul Otoman de la acea vreme. În 1916 o grecoaică din Maditos a fost violată de optsprezece militari turci.

## Legături externe
Materiale media legate de Eceabat la Wikimedia Commons
- tr  District governor's official website
- Road map of Eceabat and environs
- Various images of Eceabat, Çanakkale Arhivat în 30 iulie 2020, la Wayback Machine.
- Eceabat